# Friedrich L. Bauer
Pour les articles homonymes, voir Bauer.
Friedrich Ludwig Bauer, né le 10 juin 1924 à Ratisbonne, en Bavière, et mort le 26 mars 2015à Kottgeisering, également en Bavière, est l'un des pionniers allemands de l'informatique. Avec Klaus Samelson, il est l'inventeur, en 1957, du principe de la pile comme structure de données. En 1967, il est le premier à professer un cours d’informatique à l'université technique de Munich. Il intervient activement dans l'établissement de cursus d'informatique en Allemagne, et organise des Écoles d'été réputées. En 1988, il organise la première exposition d'ordinateurs dans le Deutsches Museum. Ses nombreux livres font historiquement partie des ouvrages standard de l'informatique.

## Formation et enseignement
Friedrich Bauer, fils d'un expert-comptable, obtient son Abitur en 1942 à Munich. De 1943 à 1945 il est soldat de la Wehrmacht. De 1946 à 1950, il étudie les mathématiques, la physique, la logique et l’astronomie à l'université Louis-et-Maximilien de Munich (LMU).
Il travaille ensuite pendant une demi-année comme assesseur dans un lycée munichois, puis comme assistant de Fritz Bopp à la LMU, où il obtient un doctorat en 1952. Deux années plus tard, en 1954, il soutient une habilitation, auprès de Robert Sauer (de).
De 1958 à 1962 Bauer est professeur de mathématiques appliquées à l'université Johannes Gutenberg de Mayence. En 1963, il obtient un poste de professeur de mathématiques à l'université technique de Munich. C'est là qu'il crée, en 1967, le premier cursus d'informatique en Allemagne.
De 1984 à 1995 il est directeur de la Ferienakademie commun à l'université Friedrich-Alexander d'Erlangen-Nuremberg et à l'université technique de Munich. De 1970 à 1995, il est directeur de l'International Summer School Marktoberdorf. Depuis 1989 il est professeur émérite.

## Activités scientifiques marquantes
Bauer contribue par de nombreux travaux dans plusieurs domaines : algèbre, analyse numérique, méthodes de programmation, langages de programmation, logique mathématique et cryptologie.

### Informatique

#### Structure de pile
Les premiers travaux de Bauer concernent la construction d'ordinateurs. Il construit, avec Klaus Samelson, une machine électrique appelée Stanislaus, commencée en 1950-51 et terminée en 1956, et qui vérifie qu'une expression de logique propositionnelle sans parenthésage est bien formée. Cette machine est encore visible au Deutsches Museum. C'est dans ce contexte qu'il est le premier à utiliser la structure de pile pour l’évaluation des expressions arithmétiques. Il dépose, avec Klaus Samelson (de) un brevet sur ce principe en 1957. Cette invention est honorée par le Computer Pioneer Award que lui attribue l'Institute of Electrical and Electronics Engineers en 1988. Il entre aussi en contact à cette occasion avec Siemens, où il est consultant jusqu'en 1975.
L'article de 1960 Sequential Formula Translation, avec Klaus Samelson, est l'un des premiers sur la compilation des expressions, et a une influence considérable.

#### Langage Algol
Bauer siège aussi dans les comités de développement du langage de programmation impératif ALGOL 58 et de son successeur ALGOL 60 ; ces langages sont les tout premiers langages de programmation impératifs.

#### Définition du termeSoftware Engineering
En octobre 1968 a lieu une conférence à Garmisch-Partenkirchen, organisée par Bauer, intitulée Software Engineering. Auparavant, en 1967, le représentant allemand du Science Committee de l'OTAN avait contacté Bauer au sujet de ce que l'on appelait alors la Software Crisis, recouvrant l’ensemble des difficultés de développement et de vérification de programmes en absence de structuration. Bauer, avec d'autres, parmi lesquels le français Louis Bolliet, propose l'organisation de la conférence et le terme Software Engineering (« génie logiciel » en français) pour désigner à la fois le problème et sa solution. Par la suite, Bauer donne la définition suivante du terme : Establishment and use of sound engineering principles to obtain economically software that is reliable and works on real machines efficiently.

#### Autres contributions
Il s'intéresse à l'interprétation et à la traduction de langages de programmation. Il systématise le développement de programmes, en particulier la transformation de programmes (en). Il contribue au développement du système CIP-S et au langage associé, CIP-L.

### Analyse numérique
Ses contributions originales à l'analyse numérique comprennent notamment le théorème de Bauer-Fike (en) sur la perturbation des valeurs propres, et un algorithme de factorisation de polynômes.

### Cryptographie
Chercheur en cryptographie, il écrit (Decrypted Secrets) qui fait autorité, est traduit en anglais, et réédité plusieurs fois.

## Influence

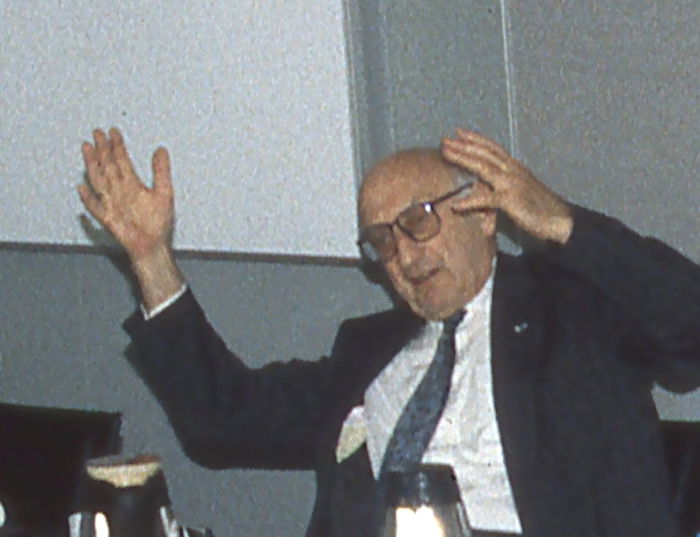
Friedrich L. Bauer lors de la réunion des rédacteurs de l'Informatik Spektrum le 29 mai 1995. La communication vivante était l'une de ses caractéristiques.

Il s'engage pour que l’informatique soit reconnue comme une discipline universitaire entière. Il développe un tel cursus autonome à l'université technique de Munich en 1972, et contribue à la diffusion de ce domaine dans les universités allemandes.
En plus de l’organisation de séminaires et d'écoles internationales réputés, il contribue à la création de plusieurs expositions du Deutsches Museum à Munich : Informatique et automatique (1988), Microélectronique (1990) et le Cabinet mathématique (1999).
Il dirige les thèses de 39 élèves, parmi lesquels Manfred Broy, David Gries, Manfred Paul, Gerhard Seegmüller, Josef Stoer, Peter Wynn et Christoph Zenger.
Friedrich Bauer est l'un des dix-neuf membres fondateurs de la Société pour l'informatique. Il est le rédacteur en chef du Informatik Spektrum depuis sa fondation en 1978, et occupe ce poste jusqu'à sa mort.

## Honneurs et distinction
- 1944 : Croix de fer IIe classe
- 1968 : membre de l'Académie bavaroise des sciences dans la classe des mathématiques et sciences naturelles
- 1971 : Ordre bavarois du Mérite
- 1978 : Médaille Wilhelm Exner (de) (Autriche)
- 1982 : Ordre du Mérite de la République fédérale d'Allemagne 1re classe
- 1984 : Membre de l'Académie Leopoldina
- 1986 : Ordre bavarois de Maximilien pour la science et l'art
- 1987 : Membre d'honneur de la Société pour l'informatique, la Société allemande d'informatique
- 1988 : Anneau d'honneur en or du Deutsches Museum
- 1988 : Computer Pioneer Award de la société IEEE
- 1997 : Médaille Heinz-Maier-Leibnitz de l'université technique de Munich
- 1998 : Membre correspondant del'Académie autrichienne des sciences
- 2002 : Membre d'honneur du Deutsches Museum
- 2004 : Médaille du mérite en argent de l'Académie bavaroise des sciences

Le prix Friedrich L. Bauer pour l'informatique qui est décerné depuis 1992 par l’TU München, est ainsi nommé en son honneur.

### Doctorathonoris causa
- 1974 : Docteur honoris causa de l'université de Grenoble
- 1989 : Docteur honoris causa de l'université de Passau
- 1998 : Docteur honoris causa de l'université de la Bundeswehr à Munich à Neubiberg

## Écrits
Article historique
- Friedrich L. Bauer et Klaus Samelson, « Sequential Formula Translation », Communications de l'ACM, vol. 3, no 2,‎ 1960, p. 76-83

Livre de vularisation
- Friedrich L. Bauer, Andrei und das Untier : 6 Lektionen in Informatik, Munich, Bayerischer Schulbuch-Verlag, 1972, 80 p. (ISBN 3-7627-3047-4)

Ouvrages scientifiques
- Friedrich L. Bauer et Hans Wössner, Algorithmic Language and Program Development, Springer, 1982 (ISBN 3-540-11148-4)
- (en) Friedrich L. Bauer (éditeur), Logic, Algebra, and Computation, Berlin/New York, Springer, 1991, 485 p. (ISBN 3-540-54315-5)
- The CIP Language Group (F. L. Bauer et al), The Munich Project CIP, Springer, coll. « Lecture Notes in Computer Science » (no 183, 292), 1985-1987, 275 p. (ISBN 978-0-387-15187-8, 0-387-18779-0 et 0-387-15187-7)

Cours d'informatique et de logique
- Friedrich L. Bauer et Gerhard Goos, Informatik 1 : Eine einführende Übersicht, Springer, 1991, 4e éd., 439 p. (ISBN 3-540-52790-7)
- Friedrich L. Bauer et Gerhard Goos, Informatik 2 : Eine einführende Übersicht, Springer, 1992, 4e éd., 352 p. (ISBN 3-540-55567-6)
- Friedrich L. Bauer et Martin Wirsing, Elementare Aussagenlogik, Springer, 1991, 228 p. (ISBN 978-3-540-52974-3)

Cryptologie
- Friedrich L. Bauer, Kryptologie : Methoden und Maximen, Springer, 1994, 357 p. (ISBN 3-540-57771-8)
- Friedrich L. Bauer, Entzifferte Geheimnisse. Methoden und Maximen der Kryptologie, Springer, 2000, 3e éd., 503 p. (ISBN 3-540-67931-6)
- Friedrich L. Bauer, Decrypted Secrets. Methods and Maxims of Cryptology, Springer, 2007, 4e éd., XII+524 (ISBN 978-3-540-24502-5)

Histoire de l'informatique
- Friedrich L. Bauer, Historische Notizen zur Informatik, Springer, 2009, 454 p. (ISBN 978-3-540-85789-1 et 3-540-85789-3, lire en ligne)